# Казахский детский фольклор
Казахский детский фольклор — детский фольклор на казахском языке, произведения устного народного творчества, адресованные детям. Возникновение и развитие казахского детского фольклора было обусловлено историческим развитием казахского общества, в нём присутствуют накопленные веками опыт и мудрость. Казахскому детскому фольклору свойственны художественное богатство и выразительность, тематическая широта, многообразие нравоучительныx жанров, изящность языка, доступного для восприятия детей. По происхождению и бытованию казахский детский фольклор делится на 2 области:
1. Колыбельные песни, загадки, скороговорки, исполняемые взрослыми для детей;
2. Считалочки, детские ребусы, стихи и другие жанры детских песен, исполняемые детьми.

Вместе с тем, по жанрам в казахском детском фольклоре различаются следующие направления:
1. Поэзия, созданная и исполняемая взрослыми для младенцев. Песни сопровождают ребёнка от рождения до самостоятельных первых шагов с сохранением народной традиции «тусау кесер» («разрезание пут»). По содержанию и тематике делятся па колыбельные, заботливые, утешительно-развлекательные.
2. Песни подрастающего поколения. Песни, созданные и исполняемые детьми, и песни, заимствованные из взрослого фольклора, полностью перешедшие в исполнение детей: песни Наурыза, жарапазан (песни мусульманского праздника # Игровой фольклор. Это скороговорки, ребусы, загадки, детские айтысы (состязания в поэтических. речах), шутливые песни, посвящённые игре.
3. Прозаический фольклор. Из уст старших людей дети перенимают магический фольклор, заучивают легенды и подобно взрослым пересказывают их.

Многочисленные произведения казахского детского фольклора строятся с учётом возрастных и психологических особенностей детей и содержат мудрые назидательные обобщения. Непосредственность в выражении чувств, свежесть восприятия, безыскусственность языка привлекали в казахский детский фольклор многочисленных просветителей, писателей, ученых, которые не только собирали, изучали, но и способствовали развитию и обогащению казахского детского фольклора. Большой вклад в эту область внес Ы. Алтынсарин. Научными исследованием детского фольклора занимались Е. Турсунов, Р. Бердибаев, М. Жармухамедов, Б. Адамбаев, Ш. Ахметов, О. Оскенбаев, К. Сейдеханов, Б. Уахатов, С.Каскабасов, Н. С. Смирнова, Т. Сыдыкова, К.Матыжанов.